# Вилијамстаун (Њу Џерзи)
Вилијамстаун (енгл. Williamstown) насељено је место без административног статуса у америчкој савезној држави Њу Џерзи.

## Демографија
По попису из 2010. године број становника је 15.567, што је 3.755 (31,8%) становника више него 2000. године.
| Група             | 2000.         | 2010.          |
| Белци             | 9.954 (84,3%) | 12.106 (77,8%) |
| Афроамериканци    | 1.223 (10,4%) | 2.036 (13,1%)  |
| Азијати           | 113 (1,0%)    | 318 (2,0%)     |
| Хиспаноамериканци | 339 (2,9%)    | 820 (5,3%)     |
| Укупно            | 11.812        | 15.567         |